# Parnay (Cher)
Parnay – miejscowość i gmina we Francji, w Regionie Centralnym, w departamencie Cher.
Według danych na rok 1990 gminę zamieszkiwały 34 osoby, a gęstość zaludnienia wynosiła 2 osoby/km² (wśród 1842 gmin Regionu Centralnego Parnay plasuje się na 1073. miejscu pod względem liczby ludności, natomiast pod względem powierzchni na miejscu 791.).